# Muojärvi
Der Muojärvi ist ein See in der finnischen Landschaft Nordösterbotten nahe der russischen Grenze.
Der Muojärvi bildet zusammen mit dem nördlich angrenzenden Kirpistö eine 76,16 km² große Wasserfläche.
Der See liegt auf einer Höhe von 253 m.
Der Muojärvi wird vom Abfluss des Kuusamojärvi gespeist.
Er fließt zum östlich gelegenen Joukamojärvi ab, welcher vom Pistojoki entwässert wird.
Damit befindet sich der Muojärvi im Einzugsgebiet des Kem, der ins Weiße Meer mündet.